# Oleksij Hončaruk
Oleksij Valerijovyč Hončaruk, ukrajinsky Олексі́й Вале́рійович Гончару́к (* 7. července 1984, Žmerynka, Vinnycká oblast) je ukrajinský politik a v letech 2019–2020 premiér Ukrajiny. V tomto úřadu jej v březnu 2020 nahradil Denys Šmyhal.

## Život
Po ukončení střední školy ve městě Horodňa v Černihivské oblasti vystudoval finanční a bankovní právo. Stál čtyři roky v čele nevládního institutu BRDO, financovaného Evropskou unií pro zkvalitňování podnikatelského prostředí v zemi. Od roku 2014 pracoval jako externí poradce na ministerstvu životního prostředí. Od května 2019 byl zástupcem vedoucího kanceláře ukrajinského prezidenta Volodymyra Zelenského. Jeho otec v roce 2002 neúspěšně kandidoval v parlamentních volbách.